# Apple Watch Series 10
Apple Watch Series 10 — текущее десятое поколение обновлённых смарт-часов Apple Watch, которые могут запускать Siri без iPhone и управляться жестами без касаний, стоимостью от $399. Они построены на новом гораздо более мощном чем у предшественников чипе Apple S10 и были представлены 9 сентября 2024 года.

## История
Часы были представлены на осенней презентации Apple, проходившей 9 сентября 2024 года.